# 不親迎
不親迎，又稱單頂娶，指漢字文化圈傳統婚禮中，新郎不親迎，而是派其他人去迎娶或等候女家自行送新娘到男家。「單頂娶」一名是由於明清時期，相對於新郎亲迎时迎娶队伍中须为新郎和新娘各準備一顶轿子、新人所乘轿子的顶数是双数的双顶娶，新郎不亲迎时只须为新娘一人准备一顶轿子，所以谓之单顶娶。

## 接親
接親也称等亲，是指新郎本人不亲自去接新娘，而由亲友和指定的迎亲人代迎，新郎在家等新娘。。雖然《周禮》規定的婚姻六禮中：有親迎，但後世歷代婚禮卻未必依六禮進行。例如中國在宋代之前皇帝大婚皆不親迎，魏晉南北朝皇太子娶皇太子妃也不親迎，在民間也常見不親迎的例子。

## 送親
送亲：送亲是指男方没有任何人去接新娘，女方须自己把新娘送至新郎家。这种方式一般只应用于迎娶贱妾，例如妓女和乞丐女。肇因将妓女收房为妾时，有地位、头脸的人家，特别是士大夫们，不宜大张旗鼓的去妓院宣扬。